# BL 6 inch 80 pounder gun
Die BL 6 inch 80 pounder gun war eine von der Elswick Ordnance Company entwickelte Hinterladerkanone. Sie war der erste Hinterlader, der in Großbritannien nach dem zwischenzeitlichen Übergang zu Vorderladergeschützen entwickelt wurde. Sie war für die Verwendung der vorhandenen Schwarzpulver-Treibladungen vorgesehen.

## Geschichte
Die ab Mitte der 1860er Jahre eingeführten Vorderlader mit gezogenem Lauf (RML – Riffle Muzzle Loading) hatten sich bei der Royal Navy und bei der Küstenartillerie grundsätzlich bewährt. In langwierigen Versuchsreihen waren geeignete Kalibergrößen ermittelt worden. Der Fortschritt im Schiffbau, insbesondere in Hinblick auf Geschwindigkeit und Panzerung der dampfgetriebenen Kriegsschiffe, erforderte jedoch eine höhere Reichweite und Kadenz sowie eine größere Durchschlagskraft. Als gasdichte Verschlüsse verfügbar wurden, ging man daher wieder zum Hinterlader über. Aus ökonomischen Gründen sollten jedoch die in großer Anzahl vorhandenen Treibladungen aus Schwarzpulver weiterverwendet werden. Die Elswick Ordnance entwickelte daraufhin die BL 6 inch gun Mk I (BL – Breech Loading).

## Konstruktion

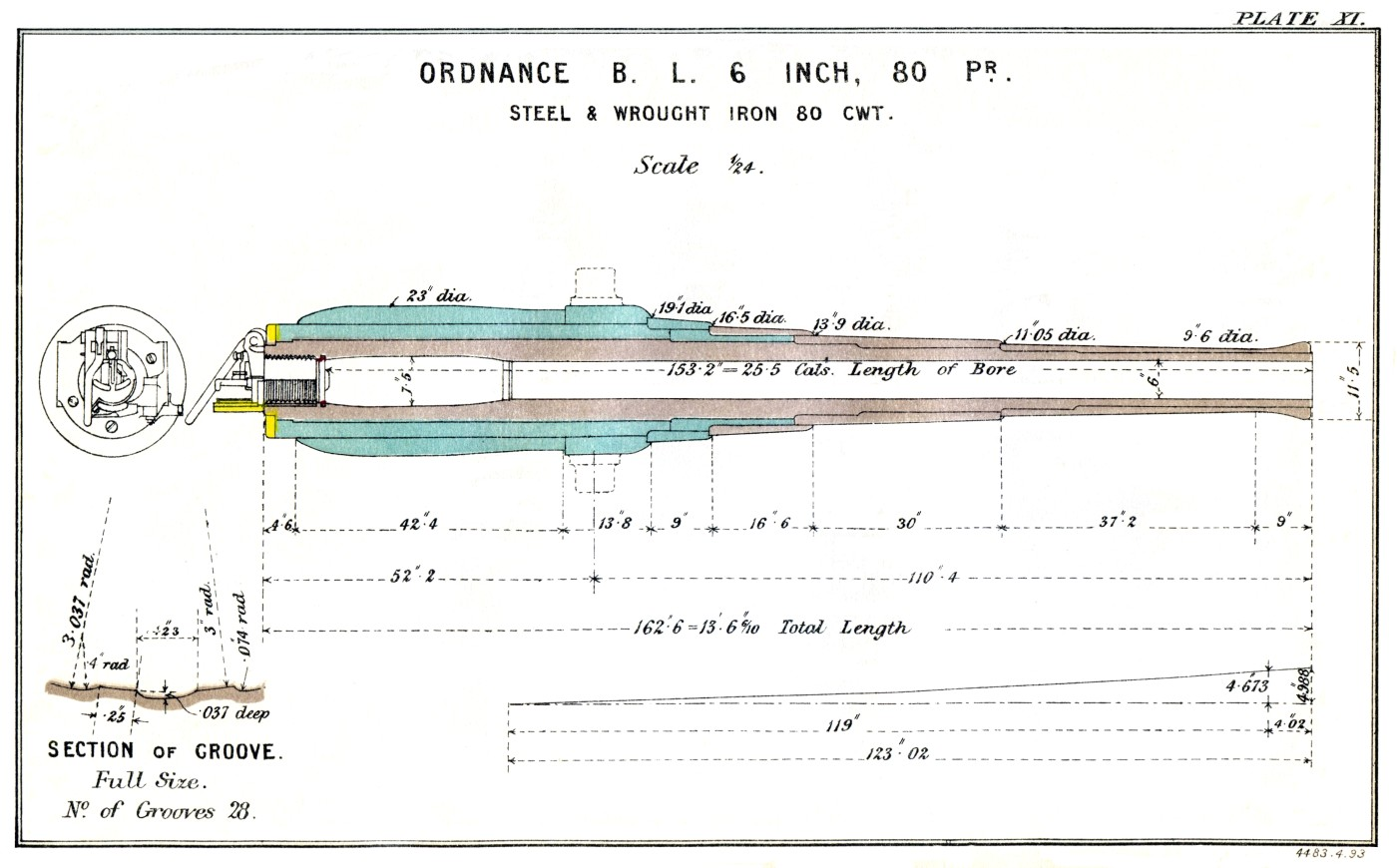
Mk I of 80 cwt (4 tons), Rohr

Die Kanone wurde für den Verschuss von 80-lb-Geschossen konstruiert. Sie wurde als Mk I of 80 cwt (4 tons) bezeichnet. Das Seelenrohr war aus Stahl, das Mantelrohr bestand aus mehreren Lagen aus Schmiedeeisen. Die Konstruktion erwies sich jedoch als zu schwach. Zur Verstärkung wurden zusätzliche Mantelringe aufgeschrumpft und das Rohr um 76 mm (3 inch) gekürzt, um den Schwerpunkt auf Höhe der Schildzapfen zu halten. Die Gewichtserhöhung führte zur neuen Bezeichnung 81 cwt Mk I gun.
Der Verschluss öffnete sich nach links, im Gegensatz zum in Großbritannien eingeführten Standard. Dieser war ein rechtsöffnender Verschluss, wie er auch bei allen Geschützen aus der Produktion der Royal Gun Factory benutzt wurde. Die Kanone wurde in zeitgenössischen Publikationen meist als 6-in. 81-cwt B.L.R. bezeichnet, so z. B. in Brassey’s Naval Annual. Die offizielle militärische Bezeichnung lautete 80-pounder BL, um sie von der nachfolgenden BL 6 inch guns Mk II–VI unterscheiden zu können.

## Einsatz

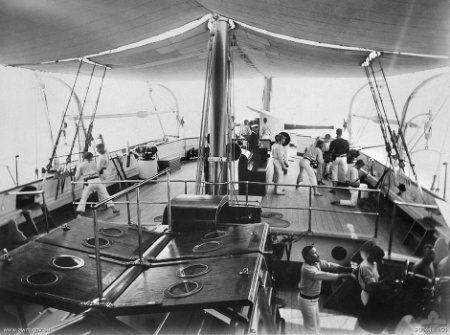
Achterdeck der HMAS Protector

Einige Waffen wurden an die Royal Navy geliefert, dort aber sehr schnell durch die späteren Versionen ersetzt.
Die Australischen Kolonien und Neuseeland bezogen verschiedenen 6-inch-Kanonen direkt von den Herstellern, in der Regel von der Elswick Ordnance Company. Diese Versionen entsprechen nicht den bei der Royal Navy eingesetzten Geschützen, sondern eher dem ursprünglichen Entwurf (Mk I of 80 cwt). Sie wurden auf folgenden Schiffen der Marinen der verschiedenen australischen Kolonien eingesetzt:
- HMQS Paluma
- HMQS Gayundah
- HMAS Protector (1884)
- HMVS Victoria (II) (1884)
- HMVS Albert (1884)

Außerdem fanden sie auf folgenden Hilfsschiffen Verwendung:
- Schlepper Gannet
- Barke Batman
- Barke Fawkner